# معركة أم دام
وقعت معركة سد أم دمام في مدينة أم دمام شرق تشاد وحولها في 7 و 8 مايو 2009 عندما هاجمت قوات الجيش التشادي عمودًا من متمردي اتحاد قوى المقاومة المتقدمين.

## معركة
في الساعة 11:30 من صباح 7 مايو / أيار 2009 ، نصبت كتيبة الحرس الرئاسي بقيادة اللواء طوفا عبدولاي كميناً لصفوف من متمردي الجبهة المتحدة الثورية على المشارف الشرقية أم دمام، وهي قرية تقع على بعد 100 كيلومتر جنوب أبيشي في جنوب شرق تشاد. تبادل المشاة المُثبتة من الجانبين إطلاق النار من ظهور «سيارات تويوتا» المركبة بالأسلحة الثقيلة. شاهد أحد شهود العيان أسلحة مضادة للطائرات تستخدم ضد أهداف على الأرض. أصيب مستشفى أم دام بأضرار جسيمة عندما أطلقت مركبة حكومية تفرغ إصابات على النار من قوات المتمردين، التي دمرت أيضا 14 مبنى مدنيا في المنطقة بقذائف خاطئة طبقاً لعمال المستشفيات، رد جنود الحكومة بإطلاق النار وانسحبوا على الفور.
بعد أقل من ساعة بدأت المناوشات، واجهت مركبات المتمردين التي كانت تمر جنوب (سد أم دام) في محاولة لتطويق القوى الحكومية الأصغر عموداً مدرعاً من التعزيزات الحكومية بقيادة حسن القادم الجندي رئيس أركان الجيش الوطني التشادي والجنرال طاهر أرداح مدير عام الدرك الوطني. تم القضاء على حركة التمرد التي يحيط بها المتمردون وبحلول الساعة (2:30) كانت بقيادة عمود (URF) تتسابق مرة أخرى إلى الملاذات الأمنة في دارفور مع مطاردة القوات الحكومية.
شهدت الأرقام الرسمية التي أعلنتها الحكومة لاحقاً على شدة القتال حيثُ قُتل (247 مقاتلاً) 225 منهم من المتمردين ومن بين المتمردين الـ212 الذين أحتجزوا كان 83 قاصراً.
مع سيطرة الحكومة بقوة إقتحم الجنود صيدلية المستشفى وإستولوا على الإمدادات الطبية. تم تنظيم المتطوعين المدنيين في أم السد وقرية أم دمام زريب المجاورة في 6 فرق من المتطوعين لجمع ودفن الموتى. واجهة إحدى لجان الدفن 11 جثة للمتمردين 7 منهم أصيبوا بجروح في الجبههة أو العينين، تم العثور على جندي حكومي وهو محجر عينيه.
قام جنود الحكومة بإجراء عمليات مسح أمني في أم دام والقرى المجاورة للمتمردين الجرحى ولاحقوا مجموعة من المسلحين إلى قرية (جلاباسا) على بعد كيلومترين من شرق سد أم دام، حيثُ لجأ أربعة متمردين إلى منزل كان يحتله 6 مدنيين ووجه جنود حكوميون مدعومون (بدبابة T-55) مسافة خمسة أمتار من المبنى وأمروا المدنيين بالرحيل وخرج خمسة مدنيين بينهم متمردين في وسطهم. وقُتل المتمردون علي أيدي الجنود الحكوميين وأُصيب ثلاثة من المدنيين الخمسة بأعيرة نارية بينهم صبي عمره 14 سنة. ثم تم هدم الهيكل الذي خرجوا منه عمداً مما أسفر عن مقتل المتمردين المدنيين المتبقيين وسحق حتى الموت يوسف أباكار وهو (مدني يبلغ من العمر 55 عاما وأب لثمانية أطفال) أباكار هو واحد من 15 مدنيا قتلوا خلال القتال.
وبقية الجنود الحكوميون في منطقة سد أم دام لمدة 6 أيام وخلالها كانت قرية (ماشانجالا) المجاورة تنهب الأشياء الثمينة بشكل منهجي في وقت مبكر من مساء 7 مايو، نزل جنود حكوميون إلى (جلاسبا) بحجة البحث عن المتمردين والإعتداء الجنسي على شقيقتين امرأة تبلغ من العمر 19 عاماً وفتاة تبلغ من العمر 14 عاماً. قامت نساء (جلاسبا) بإخلاء القرية في صباح اليوم التالي لمدينتي (جاسجا مودس) و (هابانير) القريبتين ولم يعودوا إلا بعد إنسحاب القوات الحكومية من المنطقة.

## السيطرة على تيسي
في مايو 2009م بالتزامن ودمع غارة (URF) على سد أم دام إحتلت الجبهة الشعبية من أجل النهضة الوطنية (FPRN) مجموعة متمردة تشادية بقيادة أدوم يعقوب، مدينة تيسي الإستراتيجية في تشاد، السودان جمهورية إفريقيا الوسطى ثلاثية النقاط. لم يكن حتى أبريل 2010م أن القوات التشادية تمكنت من استعادة تيسي.

## روابط خارجية
- متمردو تشاد يتراجعون إلى قواعد السودان
- تشاد تدعي الانتصار في التمرد